# Selenops guerrero
Selenops guerrero là một loài nhện trong họ Selenopidae.
Loài này phân bố ở Cộng hòa Dominica.
Loài này thuộc chi Selenops. Selenops guerrero được Sarah C. Crews miêu tả năm 2011.